# Revel, Haute-Garonne
Revel är en kommun i departementet Haute-Garonne i regionen Occitanien i södra Frankrike. Kommunen ligger i kantonen Revel som tillhör arrondissementet Toulouse. År 2022 hade Revel 9 686 invånare.

## Befolkningsutveckling
Antalet invånare i kommunen Revel
Referens:INSEE